# Géza Szapáry
Dans le nom hongrois Szapáry Géza, le nom de famille précède le prénom, mais cet article utilise l’ordre habituel en français Szapáry Géza, où le prénom précède le nom.
Géza Szapáry (1828-1898) est un homme politique hongrois, plusieurs fois député, magnat héréditaire, et cofondateur de la Société hongroise d'histoire.

## Biographie
Né le 27 septembre 1828 à Presbourg (royaume de Hongrie), et mort le 5 avril 1898 à Budapest, Hongrie, il a été inhumé le 7 avril 1898 à Sorokpolány, Hongrie. Marié le 10 août 1861 à Pest, Hongrie, avec Mária Antónia, comtesse Győry de Radvány (1840-1908) qui fut membre de l'ordre d'Elisabeth d'Autriche et de nombreux ordres étrangers, dame du palais et de l'ordre de la croix étoilée le 15 octobre 1873. 
Après ses études, Géza Szapáry devint lieutenant de cuirassiers ; pendant la guerre d'indépendance, en 1848-1849, à 20 ans, il prit part au siège de Buda et fut décoré, mais après les événements de Vilagos, il fut emprisonné par les Autrichiens et condamné à mort. Cependant, il fut libéré et partit pour Paris, voyagea en Europe avant de retourner en Hongrie. Il fut alors élu député du district de Muraszombath, comitat de Vas, de 1861 à 1867, Obergespan (préfet) du comitat de Zala le 8 avril 1868 et de Czeled en 1873, réélu député du district de Muraszombath, comitat de Vas en 1872. 
Il démissionna pour accepter sa nomination comme gouverneur de Fiume (Rijeka) et de la côte croate du 26 février 1873 au 1er novembre 1883. Il fut aussi président du tribunal maritime, conseiller secret véritable, chambellan à la Cour royale et impériale austro-hongroise le 12 juillet 1873, grand-maître de la Cour royale de Hongrie, membre héréditaire de la Chambre des magnats de Hongrie en 1873. Il est élu membre de la délégation du Parlement hongrois. 
Géza Szapáry fut également membre du Cercle de L'Union à Paris, et un des membres fondateurs de la Société hongroise d'histoire.

## Distinctions
- Croix de première classe de l'Ordre de la couronne de fer en 1875,
- Grand-croix de l'Ordre impérial de Léopold en 1881,
- Membre de plusieurs ordres étrangers.

## Sources
- Claude-André Donadello, Les comtes Szapáry, barons de Muraszombath, seigneurs de Széchysziget et Szápár, Montluçon 2003 (Claude André Donadello – Cseh Géza – Pozsonyi József: A muraszombati, szécsiszigeti és szapári Szapáry család története. (Régi magyar családok 6., társszerző, sorozatszerkesztő) 272 p. Debrecen, 2007)